# Ottocar Johann Ernst Ludwig von Seebach
Ottocar Johann Ernst Ludwig von Seebach, modernisiert auch Ottokar Johann Ernst Ludwig von Seebach, (* um 1712; † 20. Juni 1781 in Altenburg) war ein fürstlich-sachsen-gothaischer Geheimer Rat und Konsistorialpräsident sowie Rittergutsbesitzer.

## Leben
Er stammte aus dem thüringischen Adelsgeschlecht von Seebach und war der Sohn des Johann (Hans) Wilhelm von Seebach (1678–1757) und seiner Ehefrau Anna Dorothea geborene Münchhausen von Münchhausen. Friedrich Albrecht Ludwig von Seebach war sein Bruder.
Wie viele Angehörige seiner Familie schlug auch Ottocar Johann Ernst Ludwig von Seebach eine Verwaltungslaufbahn im Dienst der Wettiner ein und ging an den Hof des Herzogs von Sachsen-Gotha, wo er zunächst Kammerjunker und Regierungsassessor wurde und bis zum Geheimen Rat und Präsident des evangelischen Konsistoriums aufstieg.
Aus der väterlichen Erbmasse erhielt er einen Rittergutsanteil, der ihn ein wirtschaftliches Auskommen ermögliche.

## Familie
Ottocar Johann Ernst Ludwig von Seebach heiratete Friedericke Auguste geborene von Hertzberg. Er hinterließ die Söhne Carl Ludwig Alexander, Ernst Siegmund Reinhardt, Moritz Wilhelm Friedrich und Ernst Ludwig Christian von Seebach, die seinen Lehnsbesitz erbten.